# Чёрная книга из Кармартена
Чёрная книга из Кармартена (валл. Llyfr Du Caerfyrddin) считается самым ранним сохранившимся манускриптом из написанных полностью на валлийском языке. Название книги, написанной приблизительно в 1250 году, происходит от её связи с монастырем Святого Иоанна Евангелиста и Святого Тейлидога в Кармартене, чёрной книга называется соответственно цвету её переплета. В настоящий момент является частью собрания Национальной библиотеки Уэльса, где она также известна как NLW Peniarth MS 1.
Книга содержит собрание поэзии, относящейся к различным категориям. Она включает стихотворения религиозной тематики, восхваления и плачи. Наибольший интерес для ученых представляют стихи, которые описывают традиции, затрагивающие валлийских героев, связанных с Древним Севером (валл. Yr Hen Ogledd), и особенно легенды об Артуре и Мирддине, также известном как Мерлин. Одно из таких стихотворений касается Битвы при Ллонгборт, место которой сейчас не может быть точно определено, и упоминает об участии Артура в сражении.
Редактор газеты Carmarthen Journal потребовал разместить книгу в её родном Кармартене, поэтому теперь её могут увидеть местные жители и туристы, приезжающие в город.